# 브루시속
브루시속(Brucepattersonius)은 비단털쥐과 목화쥐아과에 속하는 설치류 속이다. 남아메리카 남동부 지역에서 발견된다. 속명은 시카고 필드 자연사 박물관 동물학부(포유류)의 맥아더 큐레이터였던 브루스 패터슨(Bruce Patterson)의 이름에서 유래했다. 1998년 허쉬코비츠(Philip Hershkovitz)는 이전에 기재되었던 예링브루시(B. iheringi)를 포함하여 브라질 남동부 대서양림에 서식하는 4종을 브루시속으로 기재했다.

## 하위 종
| - 회색배브루시 (B. griserufescens) - 과라니브루시 (B. guarani) - 붉은배브루시 (B. igniventris) - 예링브루시 (B. iheringi) | - 미시오네스브루시 (B. misionensis) - 아로요파라이소브루시 (B. paradisus) - 뒤쥐브루시 (B. soricinus) |